# Defender (Computerspiel)

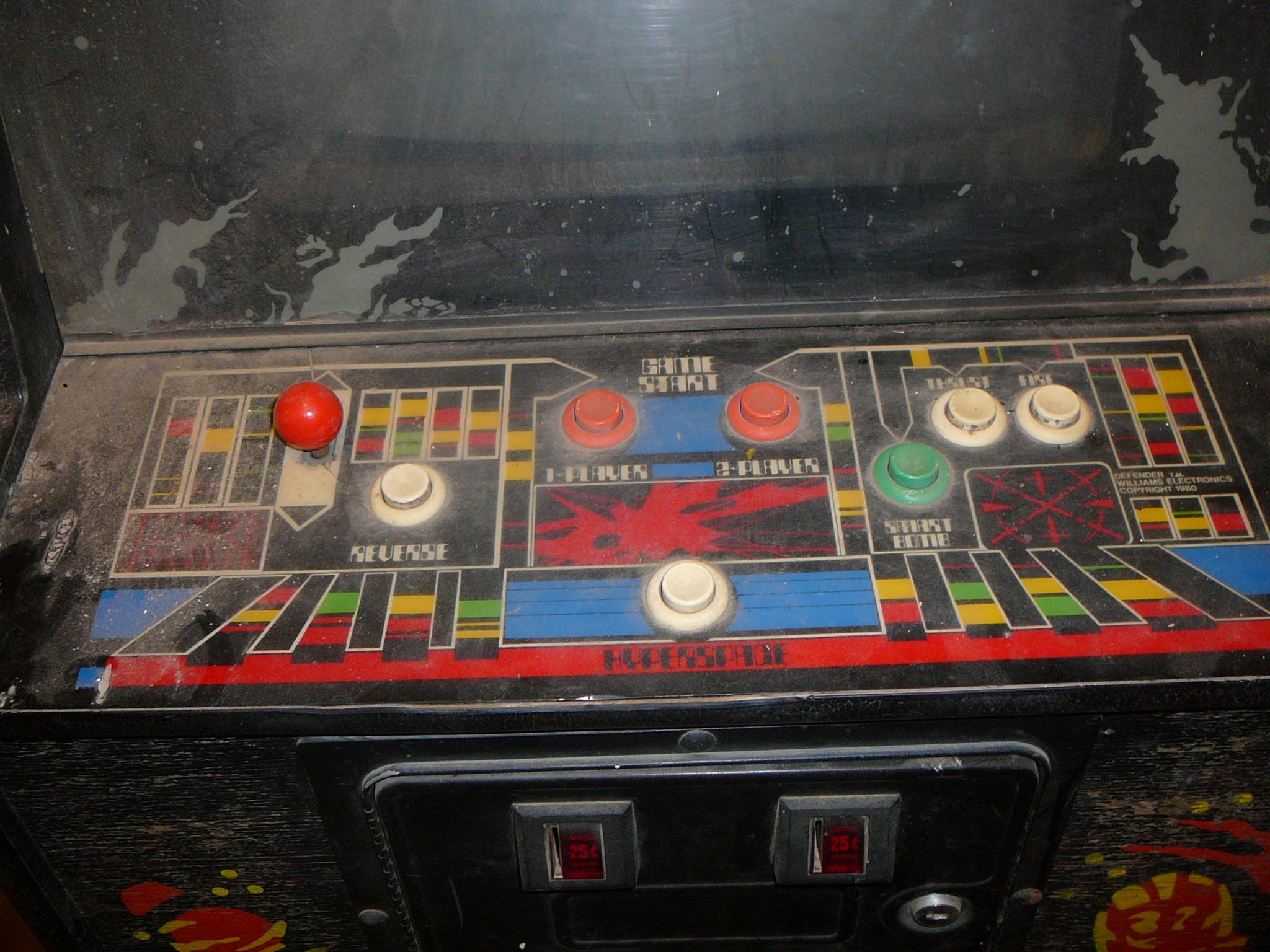
„Control panel“ des Arcade-Spiels Defender. Die roten Tasten dienen nur zur Auswahl der Spieleranzahl. Links der rote Joystick.

Defender ist ein Arcade-Automat der Firma Williams Electronics. Der Prototyp dieses Spiels wurde im Jahr 1980 in einem Zeitraum von etwa 8 Monaten durch Eugene Jarvis entwickelt und programmiert.
Bei Defender handelt es sich um einen seitwärts und bidirektional scrollenden Shooter, der den Eindruck einer hohen Spielgeschwindigkeit vermittelt.
Das Spielfeld besteht hauptsächlich aus einem schwarzen Sternenhimmel. Im oberen Bereich ist eine Art Radar sichtbar. Der untere Spielbereich besteht aus einer hügeligen Planetenoberfläche, die horizontal vor dem Sternenhimmel entlangscrollt.
Defender war das erste bekannte Videospiel, bei dem sich das Spielfeld über den sichtbaren Bereich hinaus erstreckt (Scrolling). 1981 war es das Spiel des Jahres. Bis heute ist es eines der erfolgreichsten Videospiele.
Das Spiel wurde für fast alle gängigen Heimcomputer und Spielkonsolen der damaligen Zeit portiert, unter anderem für den Apple II, Atari 2600, C64, Adventure Vision, Schneider/Amstrad CPC (als Defend or Die), ColecoVision, Intellivision, VC 20 und BBC Micro. In Japan wurde das Spiel von Taito vertrieben.

## Steuerung
Neben einem 2-Wege-Joystick stehen dem Spieler fünf Tasten zur Verfügung für Schub, Feuer, Rückwärts, Smart Bomb und Hyperspace. Bei Hyperspace wird das Raumschiff des Spielers an eine andere zufällige Stelle transportiert.

## Gameplay
Der Spieler hat die Aufgabe, an der Unterkante des Spielfeldes platzierte Humanoiden zu retten. Diese werden ständig von Aliens entführt, was man durch genaues Beobachten des Radars schnell lokalisieren kann. Die Rettung erfolgt, indem man die feindlichen Raumschiffe abschießt, welche versuchen, mit einem entführten Humanoiden zu entkommen. Daraufhin fällt der jeweilige Humanoide der Schwerkraft folgend in Richtung Boden. Bei größerer Fallhöhe muss man ihn durch Berührung auffangen und am Boden absetzen.

## Nachfolger
- Stargate (1981)
- Strike Force (1991)